# 德特勒夫·格拉布斯
德特勒夫·格拉布斯（德語：Detlev Grabs，1960年10月29日—）德国男子游泳运动员。他曾代表东德参加1980年夏季奥林匹克运动会游泳比赛，获得男子4×200米自由泳接力银牌。